# Nuoto ai Giochi della XV Olimpiade - Staffetta 4x100 metri stile libero femminile
La competizione della staffetta 4x100 metri stile libero femminile di nuoto dei Giochi della XV Olimpiade si è svolta nei giorni 30 luglio e 1º agosto 1952 allo stadio olimpico del nuoto di Helsinki.

## Programma
| Data           | Round      | Note                               |
| -------------- | ---------- | ---------------------------------- |
| 31 luglio 1952 | 3 Batterie | I migliori 8 tempi alle semifinali |
| 1º agosto 1952 | Finale     |                                    |

## Risultati

### Batterie
| Pos. | Nazione       | Atleti              | Tempo Indiv | Tempo  | Posizione |
| ---- | ------------- | ------------------- | ----------- | ------ | --------- |
| 1    | Ungheria      | Mária Littomeritzky | 1'09"1      | 4'32"5 | 3         |
| 1    | Ungheria      | Éva Novák           | 1'06"2      | 4'32"5 | 3         |
| 1    | Ungheria      | Ilona Novák         | 1'08"5      | 4'32"5 | 3         |
| 1    | Ungheria      | Katalin Szőke       | 1'08"7      | 4'32"5 | 3         |
| 2    | Gran Bretagna | Margaret Linton     | 1'09"5      | 4'36"0 | 4         |
| 2    | Gran Bretagna | Jean Botham         | 1'09"0      | 4'36"0 | 4         |
| 2    | Gran Bretagna | Angela Barnwell     | 1'08"3      | 4'36"0 | 4         |
| 2    | Gran Bretagna | Lillian Preece      | 1'09"2      | 4'36"0 | 4         |
| 3    | Danimarca     | Rita Larsen         | 1'11"0      | 4'36"4 | 5         |
| 3    | Danimarca     | Mette Ove Petersen  | 1'09"1      | 4'36"4 | 5         |
| 3    | Danimarca     | Greta Andersen      | 1'10"1      | 4'36"4 | 5         |
| 3    | Danimarca     | Ragnhild Hveger     | 1'06"2      | 4'36"4 | 5         |
| 4    | Germania      | Vera Schäferkordt   | 1'12"1      | 4'42"7 | 8         |
| 4    | Germania      | Katharine Jansen    | 1'12"6      | 4'42"7 | 8         |
| 4    | Germania      | Elisabeth Rechlin   | 1'08"8      | 4'42"7 | 8         |
| 4    | Germania      | Gisela Jacob-Arendt | 1'09"2      | 4'42"7 | 8         |
| 5    | Italia        | Maria Nardi         | 1'14"0      | 4'52"6 | 9         |
| 5    | Italia        | Fides Benini        | 1'11"2      | 4'52"6 | 9         |
| 5    | Italia        | Eva Belaise         | 1'15"2      | 4'52"6 | 9         |
| 5    | Italia        | Romana Calligaris   | 1'12"2      | 4'52"6 | 9         |
| 6    | Giappone      | Yasuko Oishi        | 1'14"1      | 4'54"0 | 10        |
| 6    | Giappone      | Fumiko Sakaguchi    | 1'13"8      | 4'54"0 | 10        |
| 6    | Giappone      | Misako Tamura       | 1'13"7      | 4'54"0 | 10        |
| 6    | Giappone      | Sadako Yamashita    | 1'12"4      | 4'54"0 | 10        |

| Pos. | Nazione     | Atleti                    | Tempo Indiv | Tempo  | Posizione |
| ---- | ----------- | ------------------------- | ----------- | ------ | --------- |
| 1    | Stati Uniti | Evelyn Kawamoto           | 1'08"3      | 4'28"1 | 1         |
| 1    | Stati Uniti | Jacqueline LaVine         | 1'06"7      | 4'28"1 | 1         |
| 1    | Stati Uniti | Marilee Stepan            | 1'07"0      | 4'28"1 | 1         |
| 1    | Stati Uniti | Jody Alderson             | 1'06"1      | 4'28"1 | 1         |
| 2    | Paesi Bassi | M.L. Linssen-Vaessen      | 1'07"5      | 4'30"6 | 2         |
| 2    | Paesi Bassi | Koosje van Voorn          | 1'08"3      | 4'30"6 | 2         |
| 2    | Paesi Bassi | Johanna Termeulen         | 1'07"2      | 4'30"6 | 2         |
| 2    | Paesi Bassi | Irma Heijting-Schuhmacher | 1'07"6      | 4'30"6 | 2         |
| 3    | Svezia      | Marianne Lundquist        | 1'10"3      | 4'38"1 | 6         |
| 3    | Svezia      | Anita Andersson           | 1'08"3      | 4'38"1 | 6         |
| 3    | Svezia      | Maud Berglund             | 1'07"2      | 4'38"1 | 6         |
| 3    | Svezia      | Ingegerd Fredin           | 1'07"5      | 4'38"1 | 6         |
| 4    | Francia     | Josette Arène             | 1'08"6      | 4'42"0 | 7         |
| 4    | Francia     | Maryse Morandini          | 1'11"9      | 4'42"0 | 7         |
| 4    | Francia     | Gaby Tanguy               | 1'11"2      | 4'42"0 | 7         |
| 4    | Francia     | Ginette Jany-Sendral      | 1'10"3      | 4'42"0 | 7         |
| 5    | Canada      | Irene Strong              | 1'14"2      | 4'54"8 | 11        |
| 5    | Canada      | Lenora Fisher             | 1'17"3      | 4'54"8 | 11        |
| 5    | Canada      | Gladys Priestley          | 1'11"8      | 4'54"8 | 11        |
| 5    | Canada      | Kathleen McNamee          | 1'11"5      | 4'54"8 | 11        |
| 6    | Belgio      | Nicole Guilini            | 1'13"6      | 4'54"8 | 12        |
| 6    | Belgio      | Huguette Peeters          | 1'15"2      | 4'54"8 | 12        |
| 6    | Belgio      | Irène Possemiers          | 1'12"8      | 4'54"8 | 12        |
| 6    | Belgio      | Sybille Verckist          | 1'13"2      | 4'54"8 | 12        |
| 7    | Finlandia   | Raili Riuttala            | 1'13"6      | 4'56"0 | 13        |
| 7    | Finlandia   | Ritva Koivula             | 1'16"5      | 4'56"0 | 13        |
| 7    | Finlandia   | Anneli Haaranen           | 1'15"1      | 4'56"0 | 13        |
| 7    | Finlandia   | Ritva Järvinen            | 1'10"8      | 4'56"0 | 13        |

### Finale
| Pos.    | Nazione       | Atleti                    | Tempo Indiv | Tempo  |
| ------- | ------------- | ------------------------- | ----------- | ------ |
| Oro     | Ungheria      | Ilona Novák               | 1'07"8      | 4'24"4 |
| Oro     | Ungheria      | Judit Temes               | 1'05"8      | 4'24"4 |
| Oro     | Ungheria      | Éva Novák                 | 1'05"1      | 4'24"4 |
| Oro     | Ungheria      | Katalin Szőke             | 1'05"7      | 4'24"4 |
| Argento | Paesi Bassi   | M.L. Linssen-Vaessen      | 1'08"1      | 4'29"0 |
| Argento | Paesi Bassi   | Koosje van Voorn          | 1'07"8      | 4'29"0 |
| Argento | Paesi Bassi   | Johanna Termeulen         | 1'06"5      | 4'29"0 |
| Argento | Paesi Bassi   | Irma Heijting-Schuhmacher | 1'06"6      | 4'29"0 |
| Bronzo  | Stati Uniti   | Jacqueline LaVine         | 1'08"1      | 4'30"1 |
| Bronzo  | Stati Uniti   | Marilee Stepan            | 1'07"7      | 4'30"1 |
| Bronzo  | Stati Uniti   | Jody Alderson             | 1'06"3      | 4'30"1 |
| Bronzo  | Stati Uniti   | Evelyn Kawamoto           | 1'08"0      | 4'30"1 |
| 4       | Danimarca     | Rita Larsen               | 1'10"1      | 4'36"2 |
| 4       | Danimarca     | Mette Ove Petersen        | 1'08"6      | 4'36"2 |
| 4       | Danimarca     | Greta Andersen            | 1'10"5      | 4'36"2 |
| 4       | Danimarca     | Ragnhild Hveger           | 1'07"0      | 4'36"2 |
| 5       | Gran Bretagna | Margaret Linton           | 1'10"1      | 4'37"8 |
| 5       | Gran Bretagna | Jean Botham               | 1'09"7      | 4'37"8 |
| 5       | Gran Bretagna | Angela Barnwell           | 1'07"8      | 4'37"8 |
| 5       | Gran Bretagna | Lillian Preece            | 1'10"2      | 4'37"8 |
| 6       | Svezia        | Marianne Lundquist        | 1'10"7      | 4'39"0 |
| 6       | Svezia        | Anita Andersson           | 1'10"2      | 4'39"0 |
| 6       | Svezia        | Maud Berglund             | 1'10"3      | 4'39"0 |
| 6       | Svezia        | Ingegerd Fredin           | 1'07"8      | 4'39"0 |
| 7       | Germania      | Elisabeth Rechlin         | 1'09"2      | 4'40"3 |
| 7       | Germania      | Vera Schäferkordt         | 1'10"0      | 4'40"3 |
| 7       | Germania      | Katharine Jansen          | 1'12"4      | 4'40"3 |
| 7       | Germania      | Gisela Jacob-Arendt       | 1'08"7      | 4'40"3 |
| 8       | Francia       | Gaby Tanguy               | 1'11"2      | 4'44"1 |
| 8       | Francia       | Maryse Morandini          | 1'12"5      | 4'44"1 |
| 8       | Francia       | Ginette Jany-Sendral      | 1'09"8      | 4'44"1 |
| 8       | Francia       | Josette Arène             | 1'10"6      | 4'44"1 |